# Cercocarpus mojadensis
Cercocarpus mojadensis är en rosväxtart som beskrevs av Schneid.. Cercocarpus mojadensis ingår i släktet Cercocarpus och familjen rosväxter. Utöver nominatformen finns också underarten C. m. pringlei.